# Damien Molony
Damien Molony (Johnstown Bridge, County Kildare, 21 februari 1984) is een Iers acteur.

## Biografie
Damien Molony is bekend geworden door zijn rol als de vampier Hal York in de Britse mysterieserie Being Human. Hij was ook te zien in verscheidene 
toneelstukken. Molony kreeg in 2013 een rol in de serie Ripper Street. Vervolgens kreeg hij hoofdrollen in series zoals Suspects, Clean Break een Crashing. In 2014 was hij te zien in de film Kill Your Friends, waarin hij Ross speelde.

## Filmografie
- GameFace (2017) - Jon
- The Current War (2017) - Bourke Cockran
- Tiger Raid (2016) - Paddy
- Crashing (6 tv-afl., 2016) - Anthony
- Kill Your Friends (2015) - Ross
- Clean Break (4 tv-afl., 2015) - Danny Dempsey
- Suspects (23+ tv-afl., 2014-) - DS Jack Weston
- Ripper Street (7 tv-afl., 2013) - Detective Constable Albert Flight
- Being Human (14 tv-afl., 2013) - Hal Yorke

## Prijzen
- 2011: Ian Charleson Awards: beste acteur in 'Tis Pity She's a Whore, West Yorkshire Playhouse[8]